# La Paz County
La Paz County er et amt i delstaten Arizona, USA, med hovedsæde i byen Parker.
La Paz County er Arizonas 15. og nyeste amt, som blev grundlagt den 1. januar 1983 af den nordlige del fra Yuma County. Byen Parker er også hovedsæde for Colorado River-reservatet.